# 尾道めぐみ認定こども園
尾道めぐみ認定こども園（おのみちめぐみにんていこどもえん）は、広島県尾道市栗原町にある私立幼稚園。

## 沿革
- 1973年3月 - 学校法人恵泉学園設立
- 1973年4月 - 尾道めぐみ幼稚園開園
- 2015年4月　- 幼保連携型認定こども園に移行し尾道めぐみ認定こども園と改称

## 通学区域
栗原町など。

## 周辺
- 尾道中学校・高等学校（2009年9月より向島町に移転）
- 尾道市立栗原北小学校
- のぞみが丘保育園
- 三美園団地

## 教育方針
1. すこやかでたくましい心と体を育てます
2. 基本的な生活習慣を育てます
3. 人と自然を愛する人間性を育てます
4. 創造的な思考力と豊かな表現力を育てます

## 教育内容
- 小林一茶の俳句を暗誦させて記憶力を鍛えるなど独自の教育方法を実践している。
- 園内にアスレチック設備があり、体力向上に役立っている。
- 鼓笛や鍵盤ハーモニカなど音楽教育に熱心。幼稚園での鼓笛は珍しい。
- 外国人講師による英語教育にも取り組むなど国際性を重視している[1]。
- 尾道市教育委員会の「尾道教育さくらプラン２」に参加しており、尾道市立栗原中学校の職場体験学習を受け入れている[2]。

## 著名な出身者
（五十音順）
- 細谷佳正（声優） - 東京アナウンス学院卒業